# 1925 a jogalkotásban
1925-ben az alábbi jogszabályokat alkották meg:

## Magyarország

### Törvények
- 1925. évi I. törvénycikk  Gróf Apponyi Sándor Magyar Könyvtáráról
- 1925. évi II. törvénycikk Egyes külállamokkal való kereskedelmi és forgalmi viszonyaink ideiglenes rendezéséről
- 1925. évi III. törvénycikk A testnevelésről szóló 1921. évi LIII. törvénycikk kiegészítéséről
- 1925. évi IV. törvénycikk A Pestvármegyei Dunavölgy Lecsapoló és Öntöző Társulat vízműveinek kiépítéséről szóló 1922. évi XXV. törvénycikk módosítása tárgyában
- 1925. évi V. törvénycikk A közönséges bűntettesek kölcsönös kiadatása és a bűnügyi jogsegély tárgyában Romániával kötött, 1924. évi április hó 16-án Bukarestben kelt Egyezmény becikkelyezéséről
- 1925. évi VI. törvénycikk A polgári jogsegély és a magánjog körébe tartozó egyes kérdésekre vonatkozólag Romániával kötött, 1924. évi április 16-án Bukarestben kelt Egyezmény becikkelyezése tárgyában
- 1925. évi VII. törvénycikk A Dunai Állandó Vízügyi Műszaki Bizottság hatáskörére és működésére vonatkozó szabályzat jóváhagyása tárgyában 1923. évi május hó 27-én Párisban kötött egyezmény becikkelyezéséről
- 1925. évi VIII. törvénycikk A polgári eljárás és az igazságügyi szervezet módosításáról
- 1925. évi IX. törvénycikk Az 1924/25. évi állami költségvetésről
- 1925. évi X. törvénycikk Tejtermékeknek állami ellenőrzőjeggyel való ellátásáról
- 1925. évi XI. törvénycikk A kézizálogkölcsönügyletről szóló 1881:XIV. törvénycikk némely rendelkezésének kiegészítéséről
- 1925. évi XII. törvénycikk A védjegyek oltalmáról rendelkező törvények módosításáról és kiegészítéséről
- 1925. évi XIII. törvénycikk A honvédség igazságügyi szervezetének módosításáról
- 1925. évi XIV. törvénycikk Az 1922-23. költségvetési év első hat hónapjában viselendő közterhekről és fedezendő állami kiadásokról szóló 1922:XVII. törvénycikk 6. §-ának részleges módosítása s ezzel kapcsolatos katonai igazságszolgáltatási rendelkezések tárgyában
- 1925. évi XV. törvénycikk A mezőgazdasági hitel megszerzését könnyítő egyes rendelkezésekről
- 1925. évi XVI. törvénycikk A Magyar Királyság és az Osztrák Köztársaság között a trianoni és a St.-Germain en Laye-i békeszerződések alapján Magyarországtól Ausztriához csatolt területen volt alkalmazottakkal, nyugdíjasokkal, özvegyekkel és árvákkal szemben követendő eljárás tárgyában 1924. évi január hó 12-én kötött Államszerződés becikkelyezéséről
- 1925. évi XVII. törvénycikk A székesfőváros törvényhatósági bizottságának ujjászervezése tárgyában alkotott 1924:XXVI. törvénycikk kiegészítéséről
- 1925. évi XVIII. törvénycikk Az építkezés előmozdítását célzó intézkedésekről
- 1925. évi XIX. törvénycikk A nőkkel és a gyermekekkel űzött kereskedés elnyomása végett Genfben létrejött nemzetközi egyezmény becikkelyezése tárgyában
- 1925. évi XX. törvénycikk Az Országos Ügyvédi Gyám- és Nyugdíjintézetről szóló 1908:XL. törvénycikk egyes rendelkezéseinek módosításáról
- 1925. évi XXI. törvénycikk Az 1925/26. költségvetési év első hat hónapjában viselendő közterhekről és fedezendő állami kiadásokról
- 1925. évi XXII. törvénycikk A városok kölcsönéről
- 1925. évi XXIII. törvénycikk Az állami alkalmazottak anyagi helyzetének javításáról, a beruházásokról és egyes adóügyi rendelkezésekről
- 1925. évi XXIV. törvénycikk A vadászatról szóló 1883:XX. törvénycikkben meghatározott vadászati tilalmi idők módosítása tárgyában
- 1925. évi XXV. törvénycikk A Svájccal 1924. évi június hó 18. napján Budapesten kötött békéltető eljárási és választott bírósági szerződés becikkelyezéséről
- 1925. évi XXVI. törvénycikk Az országgyűlési képviselők választásáról
- 1925. évi XXVII. törvénycikk A Lengyel Köztársasággal 1925. évi március hó 26-án kötött kereskedelmi egyezmény becikkelyezéséről
- 1925. évi XXVIII. törvénycikk A Görög Köztársasággal kötött, 1925. évi június hó 4-én kelt kereskedelmi egyezmény becikkelyezéséről
- 1925. évi XXIX. törvénycikk A métermérték ügyében 1921. évi október hó 6-án Sévresben kötött nemzetközi pótegyezmény becikkelyezéséről és a kapcsolatos intézkedésekről
- 1925. évi XXX. törvénycikk A sáska elleni védekezés szervezése végett 1920. évi október 31-én Rómában kötött nemzetközi egyezmény becikkelyezése tárgyában
- 1925. évi XXXI. törvénycikk A m. kir. Országos Közegészségügyi Intézet felállításáról
- 1925. évi XXXII. törvénycikk A Magyar Nemzeti Bank létesítéséről és szabadalmáról szóló 1924. évi V. törvénycikk kiegészítéséről és módosításáról
- 1925. évi XXXIII. törvénycikk A kir. bíróságok és ügyészségek tagjainak az igazságügyminisztériumban való ideiglenes alkalmazhatásáról szóló 1899:XLVIII. törvénycikk hatályának további meghosszabbításáról
- 1925. évi XXXIV. törvénycikk A bányatörvény alá eső üzemekben és az ezekkel kapcsolatos ipari üzemekben foglalkozó munkásoknak és altiszteknek, valamint ezek családtagjainak nyugbérbiztosításáról
- 1925. évi XXXV. törvénycikk A pengőérték megállapításáról és az ezzel összefüggő rendelkezésekről
- 1925. évi XXXVI. törvénycikk A Stockholmban, 1924. évi augusztus hó 28-án kelt "Egyetemes Postaszerződés" becikkelyezéséről
- 1925. évi XXXVII. törvénycikk A pénztartozás késedelmes teljesítése esetében a hitelezőt megillető kártérítésről szóló 1923:XXXIX. tc. hatályának meghosszabbításáról és a végrehajtási eljárásban az előterjesztés halasztó hatályának korlátozásáról
- 1925. évi XXXVIII. törvénycikk Olaszországgal 1925. évi július hó 20-án kötött ideiglenes kereskedelmi egyezmény becikkelyezéséről
- 1925. évi XXXIX. törvénycikk Az Osztrák Köztársasággal 1924. évi november hó 8-án kötött adóügyi szerződések becikkelyezéséről
- 1925. évi XL. törvénycikk A Német Birodalommal 1923. évi november hó 6-án és november hó 26-án kötött adóügyi szerződések becikkelyezéséről
- 1925. évi XLI. törvénycikk A nemzetközi kereskedelmi statisztika létesítése tárgyában Brüsszelben 1913. évi december hó 31. napján kelt egyezmény becikkelyezéséről
- 1925. évi XLII. törvénycikk A Déldunavidéki helyi érdekű vasutak Magyarország területén maradt vonalának üzemben tartására alakult Baja-Gara-Országhatárszéli helyi érdekű vasút részvénytársaságról
- 1925. évi XLIII. törvénycikk A halászatról szóló 1888:XIX. törvénycikk módosításáról és kiegészítéséről
- 1925. évi XLIV. törvénycikk A burgonyarák és a kolorádóbogár, valamint a burgonyatermesztést veszélyeztető egyéb betegségek behurcolásának és elterjedésének megakadályozásáról
- 1925. évi XLV. törvénycikk Széchenyi István gróf, a legnagyobb magyar emlékének törvénybeiktatásáról
- 1925. évi XLVI. törvénycikk A Magyar Tudományos Akadémia érdemeinek törvénybe iktatásáról és állami támogatásának felemeléséről
- 1925. évi XLVII. törvénycikk Az 1925/26. költségvetési év első hat hónapjában viselendő közterhekről és fedezendő állami kiadásokról szóló 1925:XXI. tc. hatályának 1926. évi február hó végéig való meghosszabbítása tárgyában
- 1925. évi XLVIII. törvénycikk A rokkantellátási adóról
- 1925. évi XLIX. törvénycikk A fehér (sárga) foszforral való gyujtógyártás eltiltása iránt Bernben 1906. évi szeptember hó 26-án kötött nemzetközi egyezmény becikkelyezéséről